# UtaTen
UtaTen(우타텐, うたてん)은 가사 검색 및 가사 서비스와 음악 뉴스나 특집 기사를 제공하는 서비스이다. 운영은 IBG 미디어 주식회사가 맡고 있다. 
주요 음악 레이블과 음악 음악 사무소 등에서 가사 및 노래 정보를 제공받고 있으며 가사와 음악 정보(음악 미디어)로의 사이트 구성으로 되어 있다. 

## 개요
무료 가사 검색 사이트 UtaTen은 무료로 가사를 확인할 수 있으며 검색할 수 있는 가사는 30만 곡을 넘으며 신곡은 발매일에 등록되고 있는 것 외에 선행으로 가사가 게재되는 경우도 많다. 가사는 JASRAC나 NexTone의 각 저작권 관리단체에서 허가를 얻고 있으며, 각 단체를 통해서 수익이 분배되고 있다. 모든 가사에 후리가나(루비)가 달려 있는 가사 검색 사이트이다. 
가사 이외에 음악 뉴스가 매일 업데이트되고 있는 것 외에 아티스트 인터뷰나 라이브 리포트도 독자적인 취재에 의해서 정기적으로 게재되고 있다. 지금까지의 가사 사이트가 가사의 검색만을 제공하는 것에 대해서 독자적인 이티스트 정보를 게재하고 있다. 수십명의 음악 기자가 음악 컬럼을 게재하고 있으며 가사를 해석한 내용으로 되어 있다. 
아티스트나 음악 사무소에서 본 경우에 가사를 게재하는 것만이 아니며 특집 기사로 게재되는 것으로 프로모션에도 이어지기 때문에 노래의 발매 타이밍으로의 게재가 많다. 아티스트의 동영상 코멘트나 선물 등도 많으며, 아티스트와의 관계가 깊다. 

## 연혁
- 2008년 9월, 이동 통신사 3사의 공식 서비스 시작[4]
- 2009년 5월, HMV 재팬과 업무제휴해서 ‘HMV-UteTen’이 된며, 2012년 4월에 제휴가 끊긴다.
- 2015년 1월, 사업이 양도되며 IBG 미디어 주식회사의 운용이 된다[5]
- 2018년 1월, 무료 검색 사이트 UtaTen 10주년 YEAR 기념 컨텐츠 제공 시작[6]